# Dechow
Dechow település Németországban, Mecklenburg-Elő-Pomeránia tartományban. Lakosainak száma 183 fő (2023. december 31.).

## Népesség
A település népességének változása:
| Lakosok száma | 201  | 189  | 175  | 191  | 191  | 183  |
|               | 2014 | 2017 | 2019 | 2021 | 2022 | 2023 |